# Čechovskaja
Čechovskaja (in russo Чеховская?) è una stazione della Metropolitana di Mosca, situata sulla Linea Serpuchovsko-Timirjazevskaja. Fu inaugurata il 31 dicembre 1987 e funse da capolinea settentrionale della linea per un anno esatto, fino all'ulteriore estensione verso nord. Si trova a 62 metri di profondità e il suo ingresso è situato sotto piazza Puškin, mentre la stazione prende il nome da Anton Čechov.

## Interscambi
Da questa stazione è possibile effettuare il trasbordo a Tverskaja, situata sulla Linea Zamoskvoreckaja e Puškinskaja, sulla Linea Tagansko-Krasnopresnenskaja.